# Moosonees Lake
Moosonees Lake är en sjö i Kanada.   Den ligger i provinsen Saskatchewan, i den centrala delen av landet, 2 400 km nordväst om huvudstaden Ottawa. Moosonees Lake ligger 353 meter över havet. Arean är 9,8 kvadratkilometer. Den sträcker sig 3,6 kilometer i nord-sydlig riktning, och 8,0 kilometer i öst-västlig riktning.
Trakten runt Moosonees Lake är nära nog obefolkad, med mindre än två invånare per kvadratkilometer.